# Feldhandball-Weltmeisterschaft der Männer 1938

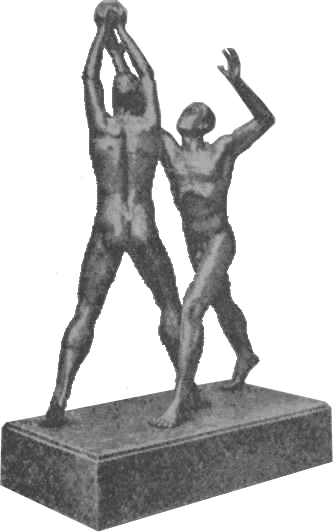
Ehrenpreis von Adolf Hitler für den Sieger,
Bronzeplastik des Berliner Bildhauers Otto Schnitzer

Die 1. Feldhandball-Weltmeisterschaft der Männer fand vom 7. bis 10. Juli 1938 im Deutschen Reich unter Federführung der International Amateur Handball Federation (IAHF) statt. Weltmeister wurde die Mannschaft des Deutschen Reichs, die alle ihre Spiele gewinnen konnte.
Es nahmen zehn Mannschaften teil, die alle aus Europa stammten: Dänemark, Deutschland, Luxemburg, die Niederlande, Polen, Rumänien, Schweden, die Schweiz, die Tschechoslowakei und Ungarn. Es war die einzige WM ohne Österreich, da es seit dem „Anschluss“ im März des Jahres Teil des Deutschen Reichs war. Österreich war auch ursprünglich als Austragungsort vorgesehen. Letztendlich wurde die Weltmeisterschaft aber in der Berliner Umgebung ausgetragen. Das Finale fand im Berliner Olympiastadion statt. Gespielt wurde im K.-o.-System. Deutschland trat de facto mit zwei Mannschaften an. Aus der Mannschaft, die in Leipzig das Viertelfinale bestritt, wurde niemand im Halbfinale und mit Eifler, Klingler und Zimmermann nur drei Spieler im Finale in Berlin eingesetzt, dafür bestritten aus dem Berliner Kader mit Braselmann, Hansen und Hübner drei Spieler nur das Halbfinale. Keiner der 22 deutschen Spieler bestritt alle drei WM-Spiele.
Bester Torschütze wurde Günter Ortmann (Deutschland) mit 13 Treffern.

## Spielplan
Quelle:
|  | Vorrunde         | Vorrunde |                  |    | Zwischenrunde | Zwischenrunde |  |  | Halbfinale | Halbfinale |  |  | Finale | Finale |
|  |                  |          |                  |    |               |               |  |  |            |            |  |  |        |        |
|  | Deutsches Reich  | 19       |                  |    |               |               |  |  |            |            |  |  |        |        |
|  | Tschechoslowakei | 6        |                  |    |               |               |  |  |            |            |  |  |        |        |
|  | Tschechoslowakei | 6        | Deutsches Reich  | 14 |               |               |  |  |            |            |  |  |        |        |
|  |                  |          | Deutsches Reich  | 14 |               |               |  |  |            |            |  |  |        |        |
|  |                  | Ungarn   | 3                |    |               |               |  |  |            |            |  |  |        |        |
|  | Ungarn           | Ungarn   | 3                | 10 |               |               |  |  |            |            |  |  |        |        |
|  | Ungarn           |          |                  | 10 |               |               |  |  |            |            |  |  |        |        |
|  | Dänemark         | 6        |                  |    |               |               |  |  |            |            |  |  |        |        |
|  | Dänemark         | 6        | Deutsches Reich  | 23 |               |               |  |  |            |            |  |  |        |        |
|  |                  |          |                  |    |               |               |  |  |            |            |  |  |        |        |
|  |                  | Schweiz  | 0                |    |               |               |  |  |            |            |  |  |        |        |
|  | Schweiz          | Schweiz  | 0                | 9  |               |               |  |  |            |            |  |  |        |        |
|  | Schweiz          |          |                  | 9  |               |               |  |  |            |            |  |  |        |        |
|  | Polen            | 2        |                  |    |               |               |  |  |            |            |  |  |        |        |
|  | Polen            | 2        | Schweiz          | 5  |               |               |  |  |            |            |  |  |        |        |
|  |                  |          | Schweiz          | 5  |               |               |  |  |            |            |  |  |        |        |
|  |                  | Schweden | 2                |    |               |               |  |  |            |            |  |  |        |        |
|  | Schweden         | Schweden | 2                | 8  |               |               |  |  |            |            |  |  |        |        |
|  | Schweden         |          | Spiel um Platz 3 | 8  |               |               |  |  |            |            |  |  |        |        |
|  | Niederlande      | 4        |                  |    |               |               |  |  |            |            |  |  |        |        |
|  | Niederlande      | 4        | Schweden         | 7  |               |               |  |  |            |            |  |  |        |        |
|  |                  |          | Schweden         | 7  | Ungarn        | 10            |  |  |            |            |  |  |        |        |
|  |                  | Rumänien | 6                |    | Ungarn        | 10            |  |  |            |            |  |  |        |        |
|  | Rumänien         | Rumänien | 6                | 12 | Schweden      | 2             |  |  |            |            |  |  |        |        |
|  | Rumänien         |          |                  | 12 | Schweden      | 2             |  |  |            |            |  |  |        |        |
|  | Luxemburg        | 6        |                  |    |               |               |  |  |            |            |  |  |        |        |

### Vorrunde und Zwischenrunde

#### Vorrunde
In der Vorrunde gab es fünf Spielpaarungen, aus denen drei Sieger direkt ins Halbfinale einzogen (Deutschland, die Schweiz, Ungarn), während zwei weitere Sieger (Rumänien und Schweden) ein Zwischenrundenspiel austragen mussten:
| Datum        | Ort        |                 | Ergebnis    |                  | Schiedsrichter                | Zuschauer     |
| ------------ | ---------- | --------------- | ----------- | ---------------- | ----------------------------- | ------------- |
| 7. Juli 1938 | Leipzig    | Deutsches Reich | 19:6 (12:3) | Tschechoslowakei | Schuschnig (Rumänien)         | 10.000        |
| 7. Juli 1938 | Weißenfels | Schweiz         | 09:2 0(6:0) | Polen            | Müller (Deutsches Reich)      | 04.000        |
| 7. Juli 1938 | Dessau     | Ungarn          | 10:6 0(4:2) | Dänemark         | Schwinitzky (Deutsches Reich) | 05.000        |
| 7. Juli 1938 | Magdeburg  | Rumänien        | 12:6 0(7:2) | Luxemburg        | Lanz (Deutsches Reich)        | 04.000 05.000 |
| 7. Juli 1938 | Magdeburg  | Schweden        | 08:4 0(4:2) | Niederlande      | Stühmer (Deutsches Reich)     | 04.000 05.000 |

#### Zwischenrunde
| Datum        | Ort                          |          | Ergebnis  |          | (Anmerkungen) | Zuschauer |
| ------------ | ---------------------------- | -------- | --------- | -------- | ------------- | --------- |
| 8. Juli 1938 | Magdeburg, Polizeisportplatz | Rumänien | 6:7 (3:3) | Schweden |               | 4.000     |

Sieger Schweden kam ebenfalls ins Halbfinale. Verlierer Rumänien erhielt Platz 5.

### Trostrunde
|  | Ausscheidungsspiel | Ausscheidungsspiel |                        |    | Halbfinale             | Halbfinale             |   |  | Platzierungsspiele      | Platzierungsspiele |
|  |                    |                    |                        |    |                        |                        |   |  |                         |                    |
|  |                    |                    |                        |    |                        |                        |   |  | Spiel um Platz 5 und 10 |                    |
|  | Rumänien           | 12                 |                        |    |                        |                        |   |  |                         |                    |
|  | Tschechoslowakei   | 6                  | Luxemburg              | 6  |                        |                        |   |  |                         |                    |
|  | Dänemark           | 5                  |                        |    |                        |                        |   |  |                         |                    |
|  |                    |                    | Spiel um Platz 6 und 7 |    |                        |                        |   |  |                         |                    |
|  | Tschechoslowakei   | 12                 |                        |    |                        |                        |   |  |                         |                    |
|  |                    | Polen              | 10                     |    |                        |                        |   |  |                         |                    |
|  | Niederlande        | Polen              | 10                     | 9  |                        |                        |   |  |                         |                    |
|  | Niederlande        |                    |                        | 9  |                        |                        |   |  |                         |                    |
|  | Luxemburg          | 3                  |                        |    |                        |                        |   |  |                         |                    |
|  | Luxemburg          | 3                  | Polen                  | 12 | Spiel um Platz 8 und 9 | Spiel um Platz 8 und 9 |   |  |                         |                    |
|  |                    |                    | Polen                  | 12 | Spiel um Platz 8 und 9 | Spiel um Platz 8 und 9 |   |  |                         |                    |
|  |                    |                    | Niederlande            | 5  |                        | Dänemark               | 9 |  |                         |                    |
|  |                    |                    | Niederlande            | 3  |                        |                        |   |  |                         |                    |

Die fünf Verlierer der Vorrunde spielten in einer Trostrunde um die Plätze 6 bis 10. Hier gab es zunächst ein Ausscheidungsspiel zwischen den Niederlanden und Luxemburg, das als Verlierer Platz 10 erhielt.
| Datum              | Ort                          |                    | Ergebnis           |                    | (Anmerkungen)             | Zuschauer          |
| Ausscheidungsspiel | Ausscheidungsspiel           | Ausscheidungsspiel | Ausscheidungsspiel | Ausscheidungsspiel | Ausscheidungsspiel        | Ausscheidungsspiel |
| ------------------ | ---------------------------- | ------------------ | ------------------ | ------------------ | ------------------------- | ------------------ |
| 8. Juli 1938       | Magdeburg, Polizeisportplatz | Luxemburg          | 03:90 (0:5)        | Niederlande        | [ 9 ]                     | 4.000              |
| Halbfinale         |                              |                    |                    |                    |                           |                    |
| 9. Juli 1938       | Berlin                       | Tschechoslowakei   | 06:50 (2:2)        | Dänemark           |                           |                    |
| 9. Juli 1938       | Berlin                       | Polen              | 12:50 (5:1)        | Niederlande        | [ 10 ]                    |                    |
| Platzierungsspiele |                              |                    |                    |                    |                           |                    |
| 10. Juli 1938      | Berlin, Tiergartensportplatz | Luxemburg          | 06:12 (3:5)        | Rumänien           | (Spiel um Platz 5 und 10) |                    |
| 10. Juli 1938      | Berlin, Tiergartensportplatz | Tschechoslowakei   | 12:10 (5:7)        | Polen              | (Spiel um Platz 6 und 7)  |                    |
| 10. Juli 1938      | Berlin, Tiergartensportplatz | Dänemark           | 09:30 (3:3)        | Niederlande        | (Spiel um Platz 8 und 9)  |                    |

Die anderen vier Mannschaften spielten in zwei Halbfinals, Kleinem und Großem Finale um die Plätze 6 bis 9.

### Hauptrunde

#### Halbfinale
| Datum        | Ort    |                 | Ergebnis   |          | (Anmerkungen)                                     | Zuschauer |
| ------------ | ------ | --------------- | ---------- | -------- | ------------------------------------------------- | --------- |
| 9. Juli 1938 | Berlin | Deutsches Reich | 14:3 (5:3) | Ungarn   | Tore: Theilig (7), Ortmann (5), Brüntgens, Hübner | 9.000     |
| 9. Juli 1938 | Berlin | Schweiz         | 05:2 (2:1) | Schweden | [ 10 ]                                            |           |

#### Finale
| Datum                      | Ort                        |                            | Ergebnis                   |                            | (Anmerkungen)                                                                          | Zuschauer                  |
| Spiel um den dritten Platz | Spiel um den dritten Platz | Spiel um den dritten Platz | Spiel um den dritten Platz | Spiel um den dritten Platz | Spiel um den dritten Platz                                                             | Spiel um den dritten Platz |
| -------------------------- | -------------------------- | -------------------------- | -------------------------- | -------------------------- | -------------------------------------------------------------------------------------- | -------------------------- |
| 10. Juli 1938              | Berlin, Olympiastadion     | Ungarn                     | 10:2 0(4:2)                | Schweden                   |                                                                                        |                            |
| Finale                     |                            |                            |                            |                            |                                                                                        |                            |
| 10. Juli 1938              | Berlin, Olympiastadion     | Deutsches Reich            | 23:0 (12:0)                | Schweiz                    | Tore: Ortmann (8), Theilig (5), Klingler (4), Brüntgens (3), Zimmermann (2), Hammerich | 30.000                     |

## Abschlussplatzierungen
| Rang   | Team             | Sp. | S | U | N | Tore  | Diff. |
| ------ | ---------------- | --- | - | - | - | ----- | ----- |
| Gold   | Deutsches Reich  | 3   | 3 | 0 | 0 | 56:90 | + 47  |
| Silber | Schweiz          | 3   | 2 | 0 | 1 | 14:27 | − 13  |
| Bronze | Ungarn           | 3   | 2 | 0 | 1 | 23:22 | + 01  |
| 04.    | Schweden         | 4   | 2 | 0 | 2 | 19:25 | − 06  |
| 05.    | Rumänien         | 3   | 2 | 0 | 1 | 30:19 | + 11  |
| 06.    | Tschechoslowakei | 3   | 2 | 0 | 1 | 24:34 | − 10  |
| 07.    | Polen            | 3   | 1 | 0 | 2 | 24:26 | − 02  |
| 08.    | Dänemark         | 3   | 1 | 0 | 2 | 20:19 | + 01  |
| 09.    | Niederlande      | 4   | 1 | 0 | 3 | 21:32 | − 11  |
| 10.    | Luxemburg        | 3   | 0 | 0 | 3 | 15:33 | − 18  |

## Kader

### Die Weltmeistermannschaft 1938: Deutschland
- Kader Leipzig (Viertelfinale): Franz Paar (Polizei SV Wien) 1/0 – Werner Badstübner (MTSA Leipzig) 1/4, Erich Herrmann (SC Charlottenburg) 1/5, Hans Keiter (Polizei SV Berlin) 1/0, Robert Müller (MSV Glogau) 1/0, Wilhelm Müller (SV 07 Waldhof) 1/0, Fritz Prosser (MTSA Leipzig) 1/1, Leo Wiese (CT Hessen-Preußen Kassel) 1/0.
- Kader Berlin (Halbfinale und Endspiel): Otto Lüdicke (SG 1898 Junkers Dessau) 2/0 – Helmut Braselmann (TuRa Wuppertal) 1/0, Gerd Brüntgens (Lintforter SpV) 2/4, Gerhard Hammerich (MTSA Leipzig) 2/1, Hermann Hansen (VfL Königsberg) 1/0, Werner Hübner (MSV Weißenfels) 1/1, Günter Ortmann (MSV Borussia Carlowitz) 2/13, Heinz Pfeiffer (Polizei SV Berlin) 2/0, Kurt Pfennig (SS-SG Leibstandarte Berlin) 2/0, Hans Theilig (Oberalster VfW Hamburg) 2/12, Leopold Wohlrab (1. Wiener HC Alt-Turm) 2/0.
- In Leipzig und Berlin (nur Endspiel) eingesetzt: Paul Eifler (TuRa Wuppertal) 2/0, Alfred Klingler (MSV Weißenfels) 2/10, Philipp Zimmermann (SV 07 Waldhof) 2/5.
- Trainer: Otto Günther Kaundinya.

### Die Vizeweltmeistermannschaft 1938: Schweiz
- Kader Weißenfels (Vorrunde):[11]
  -  Abstinenten-Turnverein Basel: Hugo Burkhardt, Werner Meyer, Max Streib, Rudolf Wirz
  -  GG Bern: Max Haupt
  -  Grasshopper Club Zürich: Eduard Schmid,
  -  SC Rotweiss Basel: Rolf Fäs, Georges Höfflin
  -  ST Bern: Willy Schäfer, Robert Studer 
  -  TV Kleinbasel: Gottfried Eymann
- Weitere Spieler:[12]
  -  Abstinenten-Turnverein Basel:Willy Gysi
  -  Grasshopper Club Zürich: Erland Herkenrath
  -  ST Bern: Maurer
  -  TV Kaufleute Zürich: Adolf Beck
- Trainer: Paul Gerber

### Luxemburg
- CA Düdelingen: Fiorentin, Schmit, R. Halsdorf, Diederich
- Schifflingen: Fleschen, Marth, Hoferlin Bert
- CS Fola Esch: Mey, Meyer, Leger
- Jeunesse Esch: Bichel, Lutzi, Koster
- Racing Club Luxemburg: Loch

Quelle: